# Oostrozebeke
Oostrozebeke es un municipio de la región de Flandes, en la provincia de Flandes Occidental, Bélgica. A 1 de enero de 2018 tenía una población estimada de 7849 habitantes.
Se encuentra ubicada al oeste del país.

## Geografía

### Secciones del municipio
El municipio comprende los antiguos municipios, que se fusionaron en 1977:
| - Oostrozebeke |

### Pueblos y aldeas del municipio
Ginste y Verre-Ginste

## Demografía

### Evolución
Todos los datos históricos relativos al actual municipio, el siguiente gráfico refleja su evolución demográfica.
| Gráfica de evolución demográfica de Oostrozebeke entre 1846 y 2020 |
|                                                                    |